# 火爆炸弹人
《火爆炸弹人》是一款由Hudson Soft制作和发行的动作冒险类游戏。游戏于1997年9月在任天堂64上发行。
本遊戲有3D、動作、解謎、冒險等特徵，播完開頭影片，在標題畫面放置1分鐘後，會繼續播放跟反派侵略炸彈星的目的相關的影片，後接回標題畫面。
玩家能對炸彈人做的動作有轉視角、慢走、快走、拿炸彈（後集氣）、丟東西（炸彈、暈眩中的敵人等）、踢炸彈、踩地圖機關等。入門款動作為利用踩炸彈進入不可能走到的地形。
炸彈種類分為黑炸彈、遙控炸彈（按Z爆炸，僅能在遊戲內吃到）、紅炸彈（威力強大，可透過通關設定調整使用）及紅遙控炸彈。
IGN给予本游戏7.6/10的分数。

## 主頁選單
故事模式
能使用最多3個存檔格，難易度依取得全遊戲100+20個金片及隱藏服裝難度的不同，分為簡單和困難兩種。
玩家一次失誤很可能會掛，基本有4條命可以用。全部共有6章24關，主地圖為綠色花園、紅色火山、藍色港口、白色雪地、黑色都市及得到100個金片後開啟的彩虹皇宮，第二關和第四關必為頭目戰。
對戰模式
能選擇最多4人進行單人/組隊對戰，若白寶有穿隱藏服裝會在此顯示。除白寶外的可操控/電腦角色分別為黑寶、紅寶、藍寶，共有6張基本地圖及4張隱藏地圖。每張地圖都有不同的機關，會定點隨機在3秒內隨機生成道具障礙物。
設定可調整：勝場數、時間、殊死模式、鬼魂
隱藏服裝
故事模式炸出問號道具吃掉獲得，擺放位置依難度選擇，同一張地圖有不同的取得方式。獲得的裝扮可在對戰模式使用。
設定
可調整單雙聲道等，通關能開啟問號設定，100%通關能開啟最後的問號設定。